# Kölln-Reisiek
Kölln-Reisiek ist eine Gemeinde im Kreis Pinneberg in Schleswig-Holstein.

## Geographie

### Geographische Lage
Kölln-Reisiek liegt direkt nordöstlich der Stadt Elmshorn am südlichen Ufer des Flusses Krückau im nordwestlichen Bereich der Metropolregion Hamburg. Naturräumlich wird die Gemeinde zur Haupteinheit Hamburger Ring der Südholsteinischen Geest, einem Teilraum der Schleswig-Holsteinischen Geest gezählt.

### Ortsteile
Siedlungsstatistisch lässt sich die Gemeinde nach den nachfolgend aufgeführten Wohnplätzen gliedern:
- Altenmühlen,
- Grauer Esel,
- Kölln und
- Reisiek.

### Nachbargemeinden
Das Gemeindegebiet Kölln-Reisieks wird ringsum begrenzt von:
|          | Bokholt-Hanredder                           | Bullenkuhlen, Bevern |
|          | Kompassrose, die auf Nachbargemeinden zeigt |                      |
| Elmshorn |                                             | Seeth-Ekholt         |

## Geschichte
Der Name Kölln-Reisiek besteht erst seit dem 20. Jahrhundert. Wenn man in der Geschichte zurückschaut, findet man belegt, dass es seit dem 16. Jahrhundert die Gemeinde damals noch unter dem Namen Colling gibt. Über die Jahrhunderte entwickelte es sich zu Cölln, ehe im 19. Jahrhundert der zweite Teil Reisiek hinzukam. Der Ortsnamenforscher Laur geht davon aus, dass Kölln vom mittelniederdeutschen Wort Kolle (Spitze einer Pflanze) abgeleitet wurde. Reisiek ist nicht ganz einfach nachzuvollziehen, kommt aber wohl von dem altdänischen Rei wie Fischplatz, und Siek ist eine altgermanische Bedeutung für „sumpfige Niederung an einem Fluss“.
Die Bedeutungen werden auch durch das Wappen mit dem abgebildeten Reiher bestätigt. Diese Vögel hatten in den letzten Jahrhunderten in Kölln-Reisiek ihre Brutstellen. So ist die Gemeinde nach der Naturbegebenheit und der Tierwelt benannt.
Seit 2006 wurden im Gemeindegebiet zwei große Neubaugebiete erschlossen.

## Politik

### Gemeindevertretung
- SPD: 6
- CDU: 7
- Grüne: 4

Ergebnis der Kommunalwahl vom 14. Mai 2023
| Partei         | Stimmen | Prozent | Sitze |
| -------------- | ------- | ------- | ----- |
| SPD            | 1687    | 36,2 %  | 6     |
| CDU            | 1983    | 42,6 %  | 7     |
| Grüne          | 929     | 20,0 %  | 4     |
| Einzelbewerber | 56      | 1,2 %   | 0     |

### Wappen
Blasonierung: „In Grün vor einem goldenen Wellenbalken im Schildfuß ein silberner Fischreiher mit angehobenem linken Ständer, einen goldenen Fisch im Schnabel haltend; im linken Obereck ein goldenes Eichenblatt.“

### Partnerschaften
Der Freundeskreis Kölln-Reisiek pflegt eine enge Freundschaft zur Gemeinde Ērgļi (Lettland) und Umgebung.
- Ērgļi (Lettland)

## Kultur und Sehenswürdigkeiten

### Denkmale
- Die Gemeinde ist Standort des Archäologisches Denkmals Grabhügel bei Kölln-Reisiek.

### Vereine
Örtliche Sportvereine sind
- der „Tennis-Club Kölln-Reisiek e. V. gegr. 1979“ mit mehreren Tennisplätzen.
- die „Sportgemeinschaft Kölln-Reisiek eingetragener Verein von 1968“ mit einem vom DFB im Vorfeld der Fußballweltmeisterschaft 2016 im Zuge der Aktion Bolzplätze für Deutschland gesponserten Kleinfeld (Spielfeld) für Fußball, einem weiteren Platz bei der Mehrzweckhalle des Ortes. Letzterer ist ein Mehrspartenverein (u. a. Tischtennis und Floorball). An der Mehrzweckhalle befindet sich zudem das Vereinsheim und eine Gaststätte. Darüber hinaus finden Sportkurse auch in der Sporthalle der Grundschule.

## Wirtschaft und Infrastruktur

### Wirtschaftsstruktur
Wirtschaftliche Aktivität in der Gemeinde entfaltet heute vor allem Baumschulen und das örtliche Kleingewerbe. Ersteres steht wohl in der Tradition der landwirtschaftlichen Betriebe im Ort. Die Anzahl der Vollerwerbsbetriebe sowie der Baumschulen hat in den letzten Jahrzehnten abgenommen. Heute ist die Gemeinde primär als Pendlergemeinde im Großraum Hamburg bedeutend.

### Verkehr

#### Individualverkehr
Die Bundesautobahn 23 führt durch das Gemeindegebiet. Der Anschluss des Dorfes erfolgt von der Anschlussstelle Elmshorn (Nr. 14) über die Verbindung Bundesstraße 431 und die nach Norden abzweigende Kreisstraße 23.

#### ÖPNV
Kölln-Reisiek ist seit 2008 von der Pinneberger Verkehrsgesellschaft nach Elmshorn angebunden.
Die Linie 6500 des HVV verbindet Kölln-Reisiek mit der Nachbarstadt Elmshorn. Die eingesetzten Busse gehören der Firma „Die Linie GmbH“.

### Bildung
Die Gemeinde ist Standort einer Grundschule. Seit dem Schuljahr 2019/20 ist diese durchgängig zweizügig. Derzeit wird die Grundschule erweitert und zum Generationsübergreifenden Bildungszentrum umgebaut. Weiterführenden Schulen befinden sich in Elmshorn.
Seit dem Jahr 2014 ist die Gemeinde auch Standort eines eigenen Kindergartens. Die Einrichtung befindet sich direkt neben der Grundschule und kann bis zu 65 Kinder aufnehmen.

## Trivia
- Der Friedhof der Stadt Elmshorn befindet sich seit 1969 im Gemeindegebiet von Kölln-Reisiek. Er umfasst eine Gesamtfläche von 12,5 Hektar.[9]
- Kölln-Reisiek unterstützt die Freifunk Community Pinneberg beim Aufbau eines freien WLANs.[10]

## Persönlichkeiten
Der FDP-Politiker und ehemalige Oberbürgermeister von Bremerhaven Manfred Richter wurde 1948 in Kölln-Reisiek geboren.